# وژوسووکا (استان اشوی‌داشکسیه)
وژوسووکا (به لهستانی: Wrzosówka) یک منطقهٔ مسکونی در لهستان است که در گمینا ماووگوشچ واقع شده‌است.